# Moroni (profet)

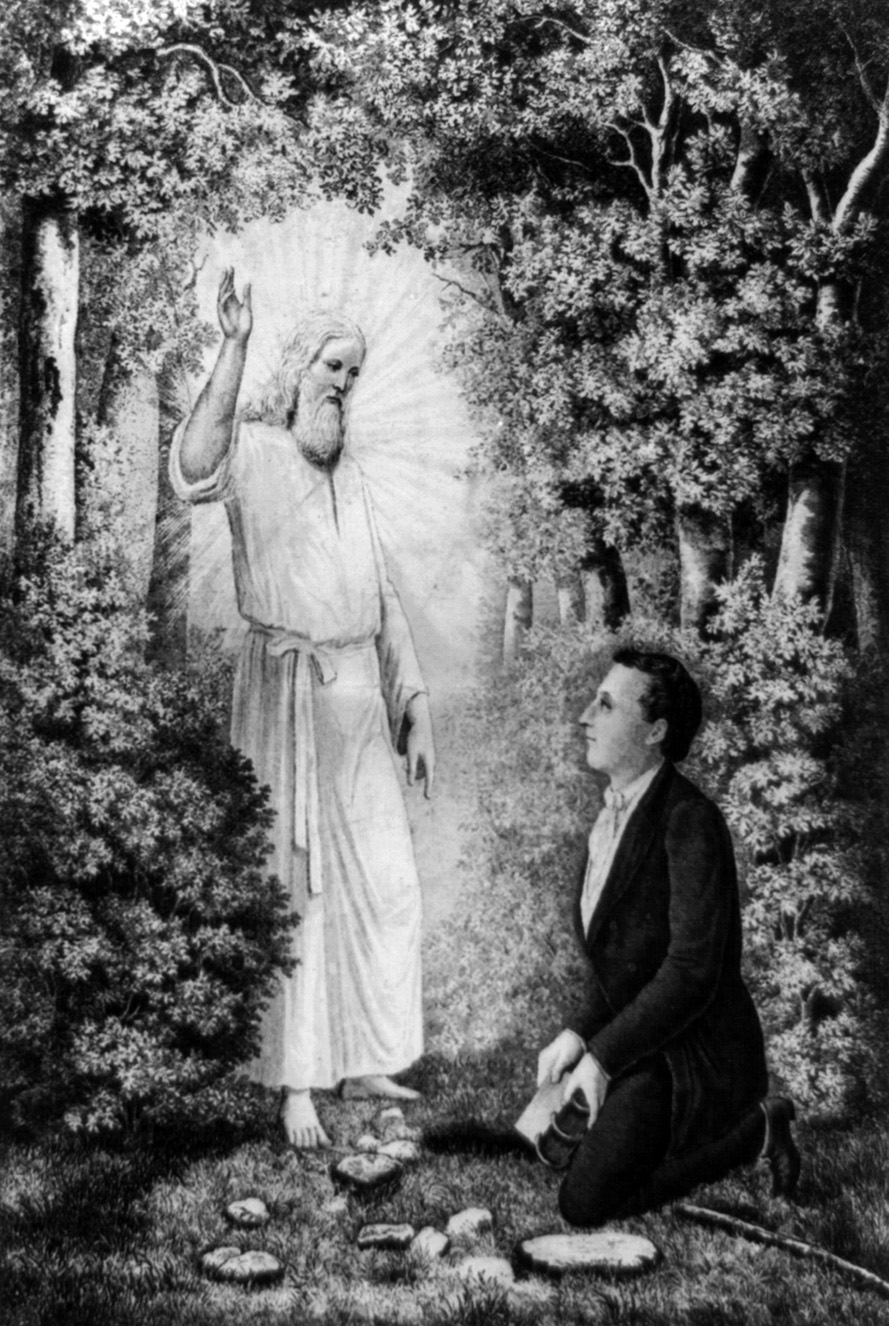
Ängeln Moroni ger Joseph Smith plåtarna till Mormons bok.

Moroni var, enligt Mormons bok, son till Mormon och den siste nephitiske profeten och levde omkring 420. År 1823 besökte samme Moroni, nu som uppstånden person, profeten Joseph Smith, och överlämnade till honom den ursprungliga texten till Mormons bok.
Moroni lär ha bott i Nordamerika under 300- och 400-talen och varit en general i armén och den siste nephiten som överlevde ett stort krig mellan lamaniterna och nephiterna. Han ska ha och författat Moronis bok, som är den sista av böckerna i Mormons bok samt delar av Ethers och Mormons bok (näst sista delen i Mormons bok, med samma namn som samlingen). Sedan ska han ha grävt ner plåtarna med texten. Enligt Jesu Kristi kyrka av sista dagars heliga blev han en ängel efter sin död och uppenbarade sig som sådan för Joseph Smith och gav honom textplåtarna som denne översatte till engelska och som är dagens Mormons bok.
Det ska ha gått till så att Moroni med början den 21 september 1823 började besöka Joseph Smith, och sedan gjorde det vid flera tillfällen. Enligt Smith var ängeln väktare av de guldplåtar, som Sista dagars heliga tror var källmaterialet för Mormons bok. Plåtarna ska ha varit begravda i en kulle nära Smiths hem i västra delen av delstaten New York. Moroni är en viktig gestalt i Sista dagars heligas teologi, och är framträdande i kyrkans arkitektur och konst.
Tre vittnen förutom Joseph Smith rapporterade också att de såg Moroni i visioner år 1829, liksom flera andra vittnen som senare, var och en för sig, deklarerade att de haft sin egen vision.

## Bildgalleri

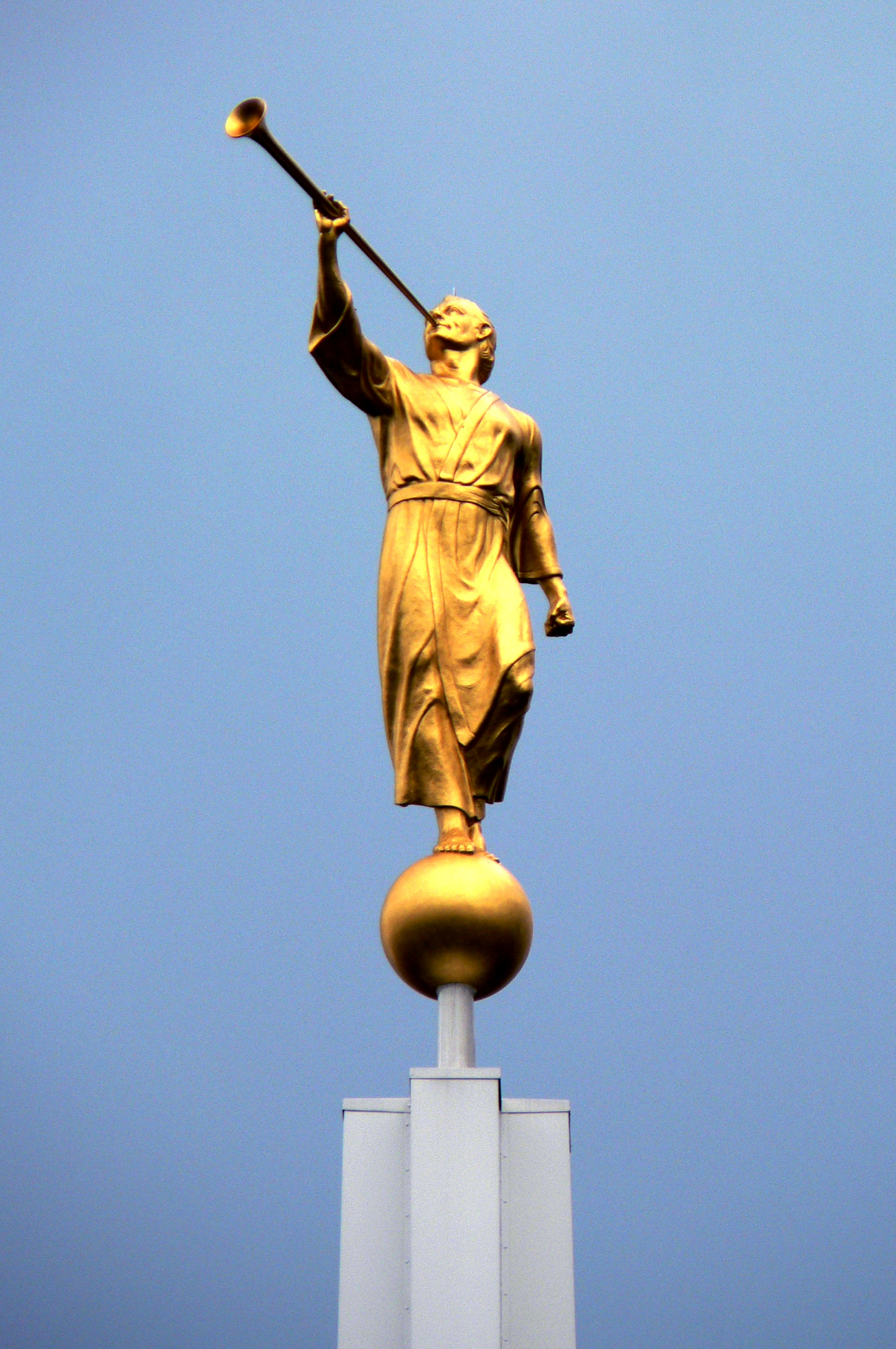
Ängeln Moroni som han ofta skildras på kyrkans tempel.